# Миясита, Дзюнко
Дзюнко Миясита (яп. 宮下順子 Миясита Дзюнко, род. 29 января 1949 г.) — японская актриса, снявшаяся во множестве фильмов, как относящихся к жанру «пинку эйга», так и обычных

## Биография
Родилась 29 января 1949 года в Токио. До начала актёрской карьеры работала официанткой в кофейне. В кино дебютировала в июле 1971 года, снявшись в фильме «пинку эйга» «That's How I Lost» (яп. 私はこうして失った). В 1972-74 годах Миясита снялась в 8 фильмах компании «Nikkatsu», входящих в серию «Apartment Wife». Дзюнко Миясита снималась в фильмах таких режиссёров, как Кодзи Вакамацу, Нобору Танака и Тацуми Кумасиро. Среди ранних фильмов, в которых снялась Миясита, выделяются три фильма Нобору Танаки, входящие в серию «Трилогия Сёва»: «A Woman Called Sada Abe» (яп. 実録阿部定 Дзицуроку Сада Абэ) (1975), «Watcher in the Attic» (яп. 江戸川乱歩猟奇館　屋根裏の散歩者 Эдогава Рампо рёкикан янэура но санпося) (1976), и «Beauty’s Exotic Dance: Torture!» (яп. 発禁本「美人乱舞」より責める！ Хаккинбон бидзин рамбу ёри сэмэру!) (1977). Будучи необычайно хорошей актрисой для жанра «пинку эйга», Миясита номинировалась на премию Японской киноакадемии в номинации «лучшая женская роль» за роли сыгранные в фильмах Кихати Окамото «Dynamite Bang Bang» и Хидэо Госи «Bandit vs. Samurai Squad» (оба 1978). За роли в обоих фильмах Дзюнко Миясита получила премию «Голубая лента». В 1979 году Миясита была повторно номинирована на ту же премию за роль в фильме «Woman with Red Hair» (яп. 赫い髪の女 Акаи ками но онна), она получила за эту роль и роль, сыгранную в фильме «Wet Weekend» (яп. 濡れた週末 Нурэта сюмацу), премию «Hochi Film Award». Через год Дзюнко Миясита также получила премию кинофестиваля «Yokohama Film Festival».
Начиная с 1980-х годов Миясита снималась в обычных фильмах, в том числе в двух фильмах Мицуо Янагимати, завоевавших награды на кинофестивалях: «Fire Festival» (яп. 火まつり химацури) (1985) и «About Love, Tokyo» (яп.  Ай ни цуйтэ, Токё) (1992). Позднее режиссёр Нобору Танака сказал о своей работе с Мияситой так: «Мне нравился её естественный стиль. Она всегда выглядит очень естественно, но вы можете почувствовать большую мощь и силу, которыми она обладает. У неё очень традиционный и консервативный японский стиль, но на экране можно заметить её решимость… у неё было очень традиционная японская красота, а также энергия и сила, и это мне в ней нравилось».